# Earth Similarity Index

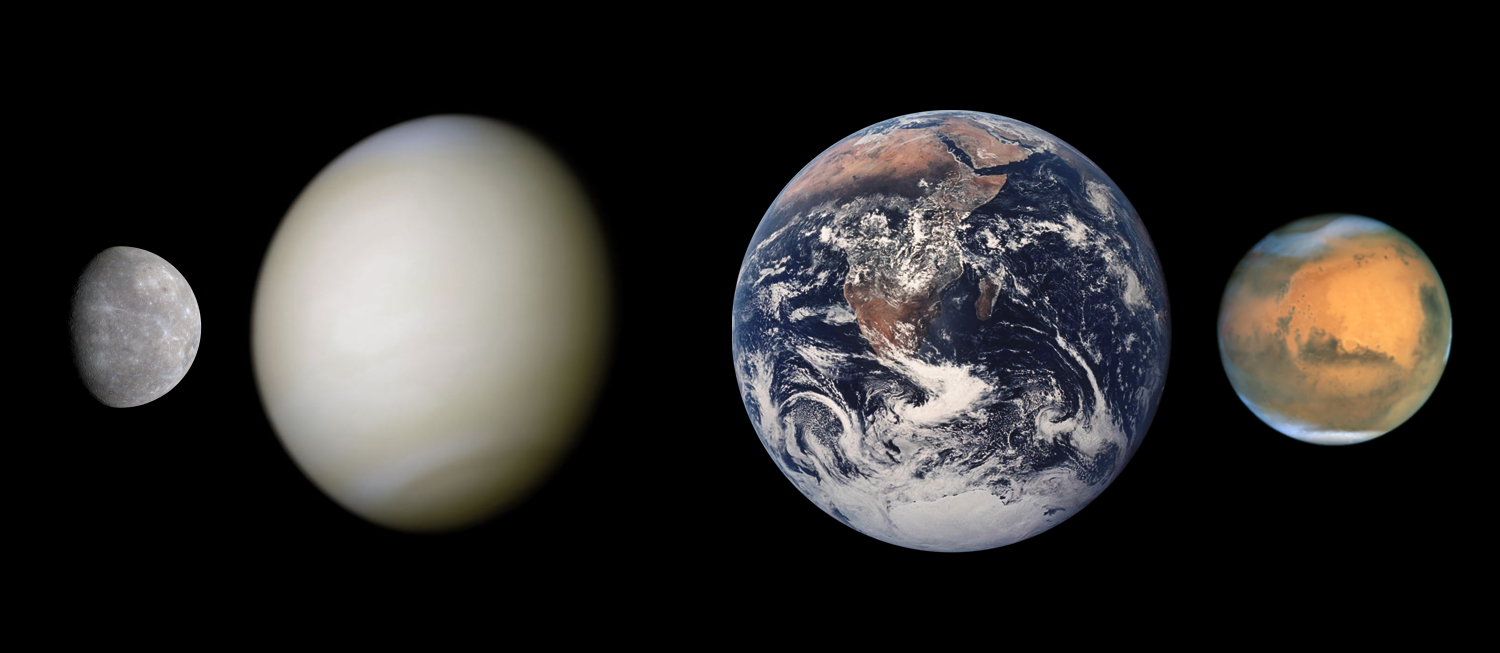
Größenvergleich erdähnlicher Planeten unseres Sonnensystems und ihr ESI: Merkur (0,596), Venus (0,444), Erde (1,000), und Mars (0,697)

Der Earth Similarity Index (englisch für „Erdähnlichkeitsindex“), kurz ESI, ist eine Skala für die Bewertung der Ähnlichkeit eines Himmelskörpers mit der Erde. Der Wert liegt zwischen 0 und 1, wobei die Erde den Wert 1 hat. Er wurde für Planeten und Exoplaneten entwickelt, kann aber auch auf andere Objekte angewandt werden. Der ESI wird aus dem Radius, der Dichte, der kosmischen Geschwindigkeit und der Temperatur an der Oberfläche errechnet. Innerhalb unseres Sonnensystems ist der Mars mit 0,697 gleich nach der Erde das Objekt mit dem zweitgrößten ESI.
Der ESI wurde 2011 von Mitarbeitern des Planetary Habitability Laboratory (PHL) der Universität von Puerto Rico vorgeschlagen. Er hat mit dem Konzept der Habitablen Zone die Oberflächentemperatur als wesentlichen Parameter und die Erde als Referenz gemeinsam. Er dient allerdings nicht als Maß für die Bewohnbarkeit. Neben dem ESI wurde von den Autoren noch der Planetary Habitability Index (englisch für ‚Planeten-Bewohnbarkeits-Index‘), kurz PHI, vorgeschlagen.

## Berechnung
Man betrachtet {\displaystyle n} Parameter und vergleicht jeweils den Wert der Erde {\displaystyle x_{i_{0}}} mit dem entsprechenden Wert des betrachteten Objekts {\displaystyle x_{i}}. Dazu wird eine Art symmetrische relative Abweichung so invertiert, dass identische Werte 1 und die größtmögliche Abweichung 0 ergeben:
{\displaystyle F_{x_{i}}=1-\left|{\frac {x_{i}-x_{i_{0}}}{x_{i}+x_{i_{0}}}}\right|}
Der ESI wird als gewichtetes geometrisches Mittel dieser Abweichungen bestimmt:
{\displaystyle \mathrm {ESI} ={\sqrt[{n}]{\prod _{i=1}^{n}\left(F_{x_{i}}\right)^{w_{i}}}}=\prod _{i=1}^{n}\left(1-\left|{\frac {x_{i}-x_{i_{0}}}{x_{i}+x_{i_{0}}}}\right|\right)^{\frac {w_{i}}{n}}}
Der ESI wird auch in zwei Teilaspekten verwendet: der interior ESI (englisch für ‚innerer ESI‘) wird nur mit den beiden Parametern Radius und Dichte berechnet; der surface ESI (englisch für ‚Oberflächen-ESI‘) entsprechend aus den beiden anderen Parametern. In der folgenden Tabelle sind die für den ESI festgelegten Gewichtungen {\displaystyle w_{i}} und beispielhaft die Werte für den Planeten Venus aufgeführt:
| Parameter                   | {\displaystyle w_{i}} | Erde {\displaystyle x_{i_{0}}} | Venus {\displaystyle x_{i}} | {\displaystyle F_{x_{i}}} | {\displaystyle \left(F_{x_{i}}\right)^{w_{i}}} |                                                                                             |
| --------------------------- | --------------------- | ------------------------------ | --------------------------- | ------------------------- | ---------------------------------------------- | ------------------------------------------------------------------------------------------- |
| mittlerer Radius            | 0,57                  | 6371 km                        | 6052 km                     | 0,974                     | 0,985                                          | {\displaystyle \mathrm {ESI} _{\mathrm {interior} }={\sqrt {0{,}985\cdot 0{,}973}}=0{,}979} |
| Rohdichte                   | 1,07                  | 5,515 g/cm³                    | 5,243 g/cm³                 | 0,975                     | 0,973                                          | {\displaystyle \mathrm {ESI} _{\mathrm {interior} }={\sqrt {0{,}985\cdot 0{,}973}}=0{,}979} |
| Kosmische Geschwindigkeiten | 0,70                  | 11,186 km/s                    | 10,360 km/s                 | 0,962                     | 0,973                                          | {\displaystyle \mathrm {ESI} _{\text{surface}}={\sqrt {0{,}973\cdot 0{,}042}}=0{,}201}      |
| Oberflächentemperatur       | 5,58                  | 288 K                          | 730 K                       | 0,566                     | 0,042                                          | {\displaystyle \mathrm {ESI} _{\text{surface}}={\sqrt {0{,}973\cdot 0{,}042}}=0{,}201}      |

Der ESI für den Planeten Venus ergibt sich damit zu:
{\displaystyle \mathrm {ESI} ={\sqrt {\mathrm {ESI} _{\text{interior}}\cdot \mathrm {ESI} _{\text{surface}}}}={\sqrt {0{,}979\cdot 0{,}201}}=0{,}444}